# Jumellea major
Jumellea major är en orkidéart som beskrevs av Rudolf Schlechter. Jumellea major ingår i släktet Jumellea och familjen orkidéer. Inga underarter finns listade i Catalogue of Life.